# Ocypus picipennis
Ocypus picipennis är en skalbaggsart som först beskrevs av Fabricius 1793.  Ocypus picipennis ingår i släktet Ocypus, och familjen kortvingar. Arten är reproducerande i Sverige.